# ギュシャン
ギュシャン (Guchan) は、フランスのピレネー山脈の小さい山村である。1999年の人口は124人である。